# Richard Armstedt
Richard Armstedt (Osterburg, 10 novembre 1851 – Königsberg, 14 aprile 1931) è stato un filologo, insegnante e storico tedesco.

## Biografia
Armstedt, nativo di Osterburg, conseguì il dottorato in filosofia all'Università di Tubinga nel 1885. L'anno successivo diventò istruttore presso il Ginnasio di Altstadt a Königsberg. Dal 1900 al 21 fu direttore del Ginnasio Kneiphof di Königsberg.
Il lavoro accademico di Armstedt era incentrato sulla storia della Prussia orientale, in particolare su quella di Königsberg. Scrisse anche una storia della loggia massonica Königsberg Zum Totenkopf und Phönix, di cui era membro.

## Opere principali
- Heimatkunde von Königsberg i. Pr.. Königsberg 1895 (con Richard Fischer)
- Der schwedische Heiratsplan des Großen Kurfürsten. Königsberg 1896
- Geschichte der Königl. Haupt- und Residenzstadt Königsberg in Preußen. Stuttgart 1899. Nachdruck Melchior, Wolfenbüttel 2006
- Geschichte des Kneiphöfischen Gymnasiums zu Königsberg i. Pr. Königsberg 1913, 1914
- Geschichte der Vereinigten Johannis-Loge zum Totenkopf und Phönix zu Königsberg i. Pr. in den Jahren 1897–1922. Hartung, Königsberg 1922